# Флаг Президента США
Флаг Президента Соединённых Штатов Америки — один из государственных символов США, который представляет собой герб Президента США на тёмно-синем фоне. Флаг неоднократно менял свой дизайн, нынешняя версия используется с 1945 года и регламентирована Распоряжением 10860:

Цвет и флаг Президента Соединенных Штатов должны состоять из темно-синего прямоугольного фона, размеры и пропорции которого соответствуют военным и морским обычаям, на котором должен быть изображен герб Президента соответствующих цветов. Пропорции элементов герба должны иметь прямое отношение к подъемнику, а крыло должно варьироваться в зависимости от обычаев военных и морских служб.

Флаг Президента США (с 1945)

Более точные требования звучат следующим образом:

Основание флага — синее.
Звезды, большие и малые — белые.
Щит:
Основная часть — голубой.
Полосы — бело-красные.
Орёл:
Крылья, туловище, верхняя часть ног - оттенки коричневого.
Голова, шея, хвост — белые, заштрихованные серым.
Клюв, лапы, голени — желтые.
Когти — темно-серые, с белыми бликами.
Стрелы — белые, заштрихованные серым.
Ветвь оливы:
Листья, стебель — оттенки зеленого.
Оливки — светло-зеленые.
Лучи — желтые.
Облака — белые, заштрихованные серым.
Свиток — белый с серыми тенями.
Буквы — чёрные.

Все размеры указаны без учета заголовка и кромки. Герб будет отображаться с обеих сторон флага, но на обратной стороне — в перевёрнутом виде, за исключением того, что девиз должен читаться слева направо с обеих сторон.
Часто демонстрируется на официальных фотографиях, используется на церемонии похорон Президента США, развеваясь рядом с его гробом, а также перевозится в президентском кортеже. При кончине лица, ранее занимавшего пост Президента США, флаг иногда наполовину приспускается.

## Ранние версии

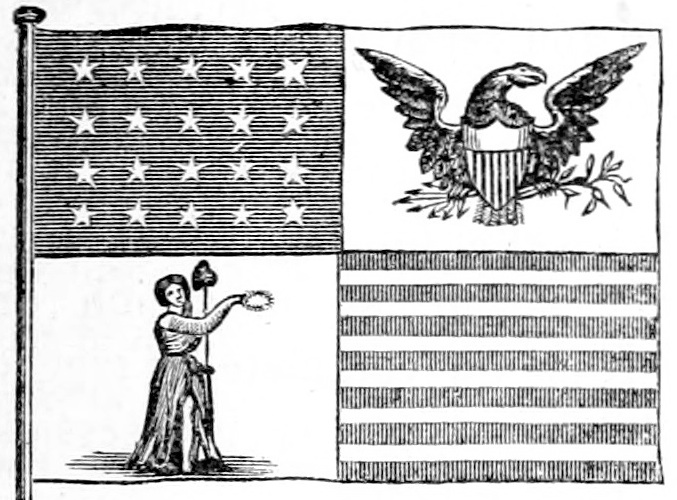
Первый вариант флага Президента США (1817, не был принят)

В ходе обсуждения вопроса о дизайне и статусе государственного флага США, которые в конечном итоге привели к принятию Закона о флаге 1818 года, была высказана идея о необходимости принятия дополнительного флага, который должен был подниматься при посещении президентом страны тех или иных мест. Его дизайн разработал Сэмюэл Честер Рид, он представлял собой разделённое на четыре части (по образцу британского королевского штандарта) полотнище, в левом верхнем углу которого были изображены белые звезды на синем фоне (такие же, как на государственном флаге); в левом нижнем углу располагалась богиня Свободы на белом фоне; в правом верхнем углу была эмблема орла на белом фоне, а в правом нижнем — тринадцать красных и белых полос. Этот флаг не рассматривался всерьез и не был принят.
Несмотря на это, некие специальные флаги всё же использовались в ряде случаев — так, сохранились сведения об применении подобных флагов во время поездки президента Джексона в Нью-Йорк в 1832 году и посещения президентом Ван Бюреном Бруклинской военно-морской верфи 15 июля 1839 года.

## Военно-морской флаг 1882 года

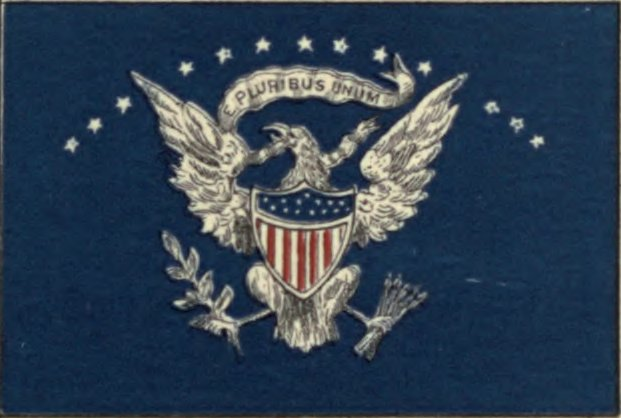
Военно-морской флаг Президента США (1882—1916): оригинальная версия

Военно-морской флаг Президента США (1882—1916): официальная версия после изменения дизайна Большой печати

Весной 1882 года президент Артур Честер поставил вопрос, что у лидеров многих государств есть личные флаги, а у Президента США — нет. Его кабинет согласился, что этот вопрос необходимо решить, и начал разработку дизайна такого флага. 9 августа того же года, вышел приказ командования ВМС США, регламентирующий внешний вид и применение президентского флага: «Флаг Президента Соединенных Штатов должен состоять из синего фона с гербом Соединенных Штатов в центре и иметь размеры, предписанные для адмиральского флага [10,2 на 14,4 фута (3,1 × 4,4 м)]. Флаг должен быть поднят у главного военного корабля, когда Президент находится на борту, и должен находиться на носу его лодки».
Изображение флага было опубликовано в 1882 году в военно-морском издании «Flags of Maritime Nations». Поскольку это произошло до изменения дизайна Большой печати 1885 года, на этом флаге был изображен орел с изогнутыми когтями, что немного напоминало дизайн Большой печати того времени. Однако герб герба был опущен, и вместо него использовалась дуга из тринадцати звезд над орлом и по обе стороны от крыльев. Орел, стрелы и оливковая ветвь были белого цвета.
Флаг был впервые использован Честером во время поездки во Флориду в 1883 году. Он использовался, в основном, на борту кораблей, например, на президентской яхте USS Dolphin в 1893 году во время торжеств, связанных с 400-летием Колумба. Однако были некоторые исключения, например, во время столетней годовщины инаугурации Вашингтона в 1889 году и во время президентской поездки в Нью-Йорк в 1897 году.
Незадолго до конца века (вероятнее всего, в 1897 году, однако официальных приказов об этом не сохранилось), дизайн флага был несколько изменён, чтобы соответствовать актуальному виду Большой печати.
Этот флаг применялся вплоть до 1916 года.

## Армейский флаг 1898 года

Армейский флаг Президента США (1898—1912)

Перед Испано-американской войной в 1898 году был утверждён флаг главы Военного ведомства США. После этого, возникло предложение учредить также отдельный флаг для Президента как верховного главнокомандующего американской армии. Военно-морской президентский флаг был слишком похож на уже используемый армией пехотный боевой флаг (Большая печать на синем фоне), поэтому требовался иной дизайн.
Фредерик Д. Оуэн, инженер-строитель, работающий в Военном министерстве, предложил проект флага, одобренный военным министром Элджером и президентом Мак-Кинли, и официально утверждённый Генеральным приказом № 13 от 28 марта 1898 года. Этот флаг был выдержан в алых тонах, сделан из шёлка и имел кайму с золотой и серебряной бахромой. Размеры флага составляли 8 на 13 футов (2,4 × 4,0 м.). В центре его была обведённая белым контуром большая звезда голубого цвета, на которой была изображена Большая печать. В каждом углу размещались по белой звезде, а между углами центральной было разбросано 45 меньших по размерам — по числу штатов в то время. Этот флаг был установлен в Белом доме и впервые продемонстрирован публике во время празднования юбилея мира в Чикаго и Филадельфии в октябре 1898 года.
В 1908 году на этот флаг была добавлена ещё одна звезда, после получения Оклахомой статуса штата. Его копия была подарена Теодору Рузвельту и до сих пор хранится в его бывшем доме в Сагамор-Хилл.

## Флаг 1902 года

Флаг Президента США (1902—1916)

В марте 1901 года военно-морской атташе Германии в Вашингтоне попытался узнать у руководства США, как правильно использовать президентские флаги при оказании почестей, т.к. ситуация с наличием у страны одновременно двух флагов Президента была нестандартной. Это спровоцировало обсуждение в американских высших кругах, где, под влиянием госсекретаря Джона Хея (который отстаивал приоритет военно-морского флага и напоминал, что президент Уильям Мак-Кинли недолюбливал армейскую версию), постепенно возобладала версия о необходимости ввода единого президентского флага. 12 ноября того же года президент Теодор Рузвельт принял решение, что впредь официальный статус остаётся за военно-морской версией президентского флага, однако в армии, хотя и согласились с этим, но продолжили использовать свой дизайн президентского флага с преобладанием алого цвета.
Впоследствии был разработан и в мае 1902 года представлен для утверждения новый вариант президентского флага. На нём также была изображена Большая печать на синем фоне, как на военно-морском флаге, но орёл, свиток и стрелы были изображены белым цветом с черной окантовкой. Гребень над головой орла тоже отличался: вместо кольца облаков созвездие звезд было окружено круговым набором лучей. Предполагалось, что этот флаг будет использоваться только в мирное время, а остальные — во время войны. Однако унификации достичь не удалось — новый флаг использовался, например, на праздновании Дня Колумба в 1912 году или во время военно-морского парада в гавани Нью-Йорка 14 октября того же года, но в употреблении остался и старый военно-морской флаг, в частности, использованный на церемонии открытия Панамо-Калифорнийской выставки в июле 1911 года.

## Армейский флаг 1912 года

Армейский флаг Президента США (1912—1916)

В 1912 году президент Уильям Тафт сформировал Совет по флагу (англ. Flag Board) для дискуссии по аспектам будущего 48-звёздного флага. Этот совет отметил в своих рекомендациях, что имеет смысл использовать единообразный дизайн для всех видов президентского флага (за исключением цвета — у армейского флага он должен был быть красным, у военно-морского — синим), что было одобрено Тафтом. 24 июня 1912 года он издал Распоряжение 1556, дополненное 29 октября Распоряжением 1637, которые регламентировали точные размеры 48-звёздного флага. В обоих документах указывается, что «цвет поля президентского флага должен быть синим». 20 февраля 1913 года в соответствие с этими распоряжениями был приведён армейский президентский флаг (фон флага сделали синим, а звезду в центре — алой), также на него были добавлены ещё 2 звезды (46 звёзд, обозначающие входившие на тот момент в состав США штаты, были добавлены ещё в 1908 году).

## Флаг 1916 года

Флаг Президента США (1916—1945)

29 сентября 1915 года во время наблюдения за парадом Великой армии Республики, в ходе которого на смотровой площадке были вывешены армейские и военно-морские президентские флаги вместе с флагом образца 1902 года, Вудро Вильсон пришёл к идее окончательной унификации президентской символики. В обсуждении этого вопроса приняли участие помощники морского министра Франклин Рузвельт и Байрон МакКэндлесс. Последнему принадлежала идея добавить по углам флага 4 белые звезды, чтобы сохранить преемственность с военно-морским флагом. Вильсон одобрил его предложение, но высказал мысль, что вместо Большой печати стоит добавить в центре флага орла, сжимающего в когтях оливковую ветвь и скрещенные стрелы, и показал полноцветную версию такого рисунка, принятую за основу для разработки дизайна нового флага.
29 мая 1916 года Вильсон издал Распоряжение 2390, которым дизайн нового флага был официально утверждён. Орёл на нём был почти полностью белым, за исключением жёлтых клюва, лап и когтей. Стрелы были обесцвечены, в отличие от зелёной оливковой ветви и светло-зелёных оливок на ней. Тринадцать чётко очерченных белых облаков образовывали дугу с золотыми лучами, а по углам флага разместили четыре большие белые звезды. Размеры флага были установлены в соотношении 10,2 на 16 футов (3,1×4,9 метра).
Поправками к военным и морским уставам были регламентированы и систематизированы расцветка и форма флагов, приведя их в единый вид с президентским.
Данный флаг использовался до 1945 года.

## Флаг 1945 года
Незадолго до своей смерти, Франклин Рузвельт (принимавший участие в разработке флага 1916 года) начал прорабатывать вопрос о некотором изменении дизайна президентского флага. Это будет сделано при следующем президенте, Гарри Трумене. Дизайн остался в целом без изменений. Орёл повернул голову в другую сторону, от стрел к оливе (как символ мира), и сделан полноцветным. Четыре звезды по углам флага были убраны, а вместо них добавлено круговое кольцо из 48 звёзд, по числу входивших тогда в США штатов. Изменённые дизайны президентского флага, герба и государственной печати были утверждены Распоряжением 9646 от 25 октября 1945 года и спустя два дня впервые применены при церемонии ввода в строй авианосца USS Franklin D. Roosevelt (CV-42).
В дальнейшем на флаг Распоряжениями Дуайта Эйзенхауэра во время его президентского срока были добавлены ещё две звезды — 26 мая 1959 года в связи с предоставлением статуса штата Аляске и 5 февраля 1960 года в связи с вхождением в состав США Гавайских островов. Больше, по состоянию на 2021 год, флаг не менялся.

## Ограничения воспроизведения
Воспроизведение или продажа флага Президента США является незаконным деянием в соответствии с разделом 18 Свода законов США, § 713 (b), поскольку он по-существу воспроизводит президентскую печать.